# Elounda
Elounda (griechisch Ελούντα (f. sg.)) ist ein Stadtbezirk der Gemeinde Agios Nikolaos im Nordosten der griechischen Insel Kreta. Der Stadtbezirk mit einer Fläche von 23,954 km² und 2.193 Einwohnern besteht neben der Kleinstadt Schisma mit 1.730 Einwohnern, die meist als Elounda identifiziert wird, aus sechs Siedlungen und Weilern sowie den beiden unbewohnten Inseln Kolokytha und Spinalonga.

## Lage
Der Stadtbezirk liegt im Osten der Gemeinde Agios Nikolaos entlang der Küste des Golfs von Mirabello. Auf der Landbrücke zur Spinalonga-Halbinsel lag die in archaischer Zeit gegründete Hafenstadt Olous.

## Geschichte
Die antike Vorläufersiedlung von Elounda hieß Olous und war eine bedeutende Hafenstadt Kretas. Olous wurde bereits im ersten Jahrtausend vor Christus als Hafenort der einflussreichen, dorischen Bergstadt Dreros gegründet. Die Siedlung verlor allerdings an Bedeutung, als sich im 4. Jahrhundert nach Christus der Osten Kretas senkte und der Westen hob. Dadurch versank Olous und die vorgelagerte Halbinsel war fast vollständig vom Festland abgeschnitten. Die Ruinen der antiken Stadt liegen heute unter dem Meeresspiegel, einige Mauerzüge sind noch zu erkennen.
Heutzutage ist Elounda ein Feriendomizil mit vielen noblen Unterkünften in der Umgebung. Von Elounda aus gelangt man per Boot zu der ehemaligen Leprakolonie auf der Insel Spinalonga.